# Witham Friary
Witham Friary – wieś w Anglii, w hrabstwie Somerset, w dystrykcie (unitary authority) Somerset. Leży 35 km na południowy wschód od miasta Bristol i 161 km na zachód od Londynu. W 2001 miejscowość liczyła 411 mieszkańców.